# Polvilho (Cajamar)
Polvilho é um distrito do município brasileiro de Cajamar, que integra a Região Metropolitana de São Paulo.

## História

### Origem
O distrito recebeu esse nome devido à Fazenda Polvilho, herdada por Joaquim Marques da Silva Sobrinho, que tinha 800 alqueires cortados pelo Rio Juqueri. A sede da fazenda era a construção mais antiga, um casarão feito de taipas, sendo a única na região que ainda mantinha mão-de-obra escrava. Seu principal produto era o plantio de mandioca, da qual era extraída a farinha de polvilho.
A fazenda era caminho para o Porto de Santos, utilizada pelos tropeiros que levavam e traziam produtos de todos os tipos. Na fazenda descansavam, alimentavam seus animais no potreiro, localizado na área onde hoje é a SKF e a Natura Cosméticos, e seguiam seu destino.
Após o falecimento do proprietário, a Fazenda Polvilho foi dividida entre os nove filhos. O filho mais novo, Joaquim Marques da Silva, mais conhecido como Quinzinho, foi um dos grandes colaboradores do distrito, atuando na chegada da energia elétrica, no alargamento da Avenida Tenente Marques, na fundação da primeira escola do bairro, dando apoio às manifestações religiosas e tendo ativa participação no plebiscito.
Durante muitos anos as pessoas chamavam o Bairro do Polvilho de “Doze”. Isso deve-se ao fato de que o bairro estava localizado no km 12 da antiga Estrada de Ferro Perus-Pirapora. Não existia outro meio de transporte e por isso além do trem puxar vagões de minério, o último vagão era sempre destinado a passageiros da região.

### Fatos históricos
Um fato marcante da história do distrito refere-se ao plebiscito de consulta à população do bairro do Polvilho, para que se decidisse sua anexação ao município de Santana de Parnaíba.
A Assembléia Legislativa do Estado de São Paulo autorizara a realização desse plebiscito, através da Resolução n° 508 de 03 de dezembro de 1963. Segundo depoimentos, esse movimento representava apenas os interesses de
uma família. Possuidora de extensa área rural no município de Cajamar, a família Marques estava tradicionalmente ligada ao poder político do município de Santana de Parnaíba, e por esse motivo o grupo político tentou anexar ao município vizinho a região do bairro do Polvilho, área que concentrava suas propriedades.
No plebiscito realizado em 21 de dezembro de 1963, dos 31 eleitores inscritos, apenas dez decidiram pela separação, e assim foi anulado o movimento separatista.

### Criação do distrito
Justificava-se a elevação de Polvilho à categoria de distrito, abrangendo a área territorial do bairro de igual denominação, porque a região apresentava um dos maiores índices de desenvolvimento do município. Com uma população urbana de mais de 6 mil habitantes, 979 residências, 23 indústrias e 43 estabelecimentos comerciais, também dispunha na época de 98 terminais telefônicos, estabelecimento bancário, posto de atendimento médico e destacamento da Polícia Militar.

### Formação administrativa
- O distrito foi criado pela Lei n° 3.198 de 23/12/1981, com sede no bairro de Polvilho e com território desmembrado do distrito de Cajamar[8][9].

## Geografia

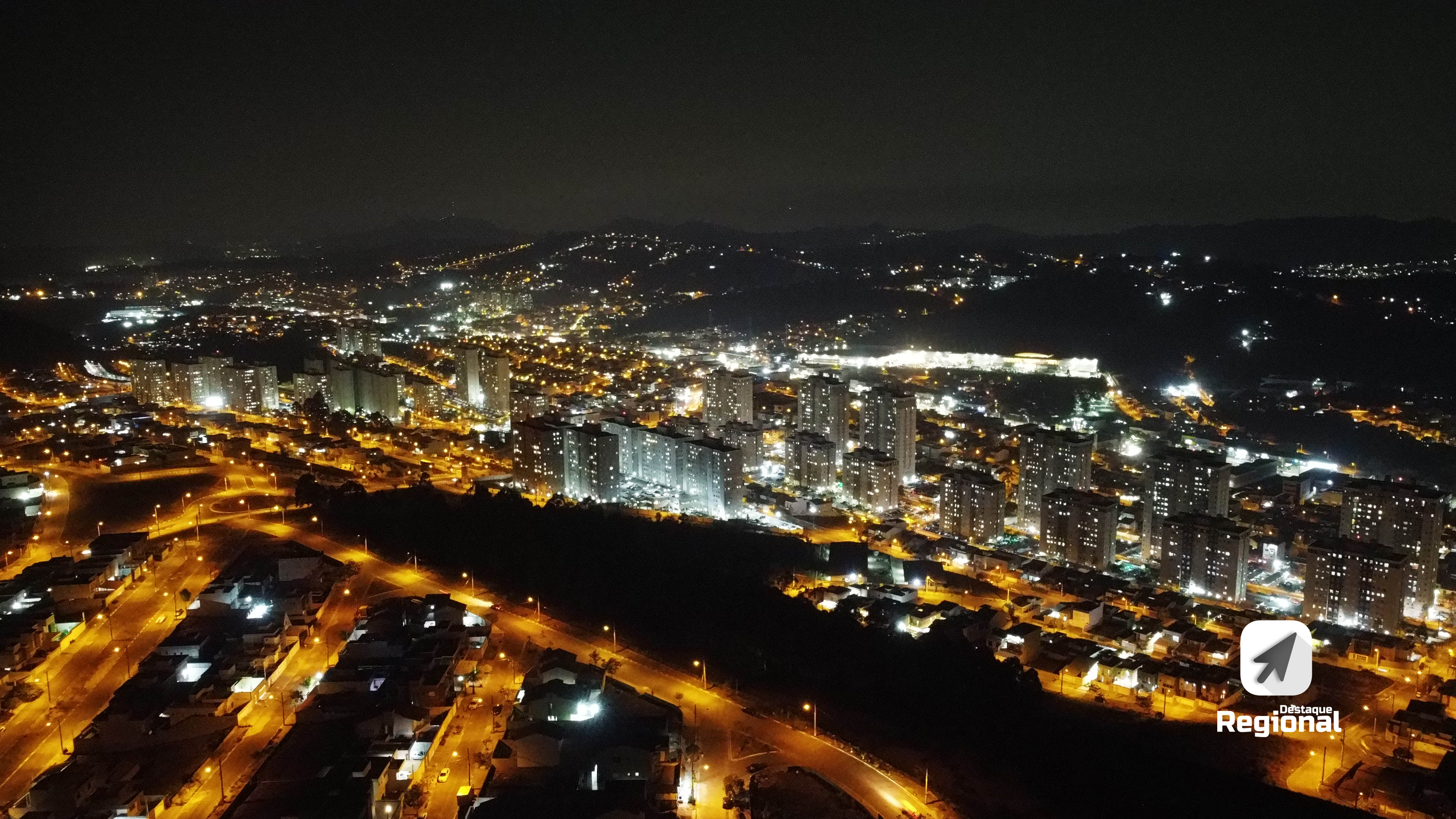
Vista aérea noturna.

### Localização
Polvilho localiza-se ao sul do município de Cajamar, e faz divisa com os municípios de São Paulo e Santana do Parnaíba, estando já conurbado com este último.

### Demografia

#### População urbana
| Crescimento população urbana | Crescimento população urbana | Crescimento população urbana | Crescimento população urbana |
| Censo                        | Pop.                         |                              | %±                           |
| ---------------------------- | ---------------------------- | ---------------------------- | ---------------------------- |
| 1991                         | 12 181                       |                              | —                            |
| 2000                         | 19 016                       |                              | 56,1%                        |
| 2010                         | 27 184                       |                              | 43,0%                        |
| Fonte: IBGE e Fundação SEADE |                              |                              |                              |

#### População total
Pelo Censo 2010 (IBGE) a população total do distrito era de 27 184 habitantes.

### Área territorial
A área territorial do distrito é de 9,193 km².

### Bairros

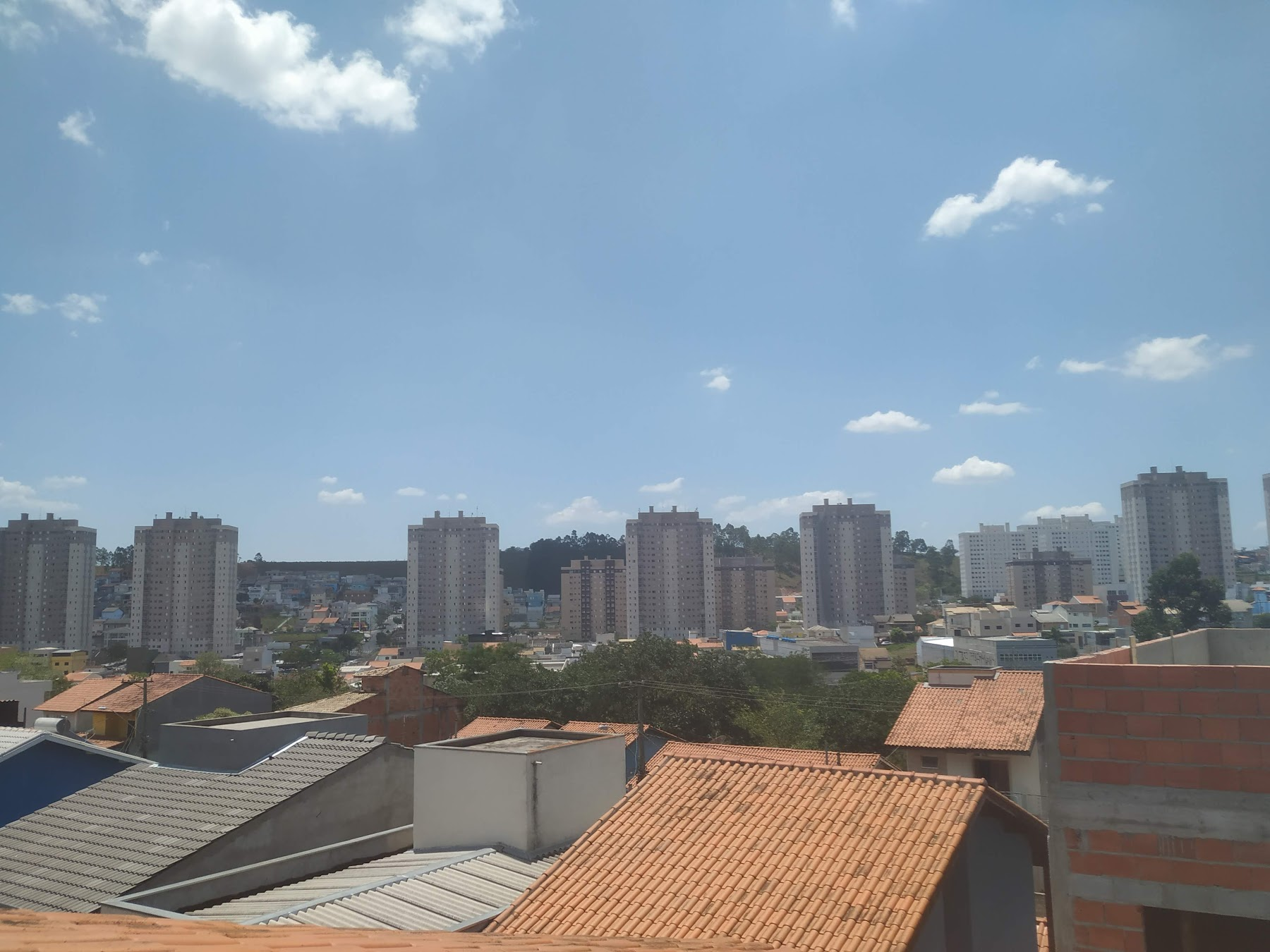
Portal dos Ipês.

Principais loteamentos do distrito:
- Jardim Bela Vista (I e II)
- Parque Paraíso
- Jardim Tenente Marques
- Parque Maria Aparecida (I e II)
- Vila Planalto
- Vila Tavares
- Jardim Santa Rita
- Jardim São Luiz
- Jardim Santana
- Jardim Primavera (I e II)
- Vila Mariana
- Jardim Carolina
- Residencial Eldorado
- Jardim Santa Clara
- Jardim São Pedro
- Jardim Adelaide
- Parque Residencial Cajamar
- Parque Panorama (I e II)
- Bosque do Sol
- Jardim Jurupari
- Condomínio Alpes de Cajamar
- Portal dos Ipês (I, II e III)

### Rodovias
O principal acesso ao distrito é a Rodovia Anhanguera (SP-330).

### Clima
| Dados climatológicos para Cajamar (Polvilho) | Dados climatológicos para Cajamar (Polvilho) | Dados climatológicos para Cajamar (Polvilho) | Dados climatológicos para Cajamar (Polvilho) | Dados climatológicos para Cajamar (Polvilho) | Dados climatológicos para Cajamar (Polvilho) | Dados climatológicos para Cajamar (Polvilho) | Dados climatológicos para Cajamar (Polvilho) | Dados climatológicos para Cajamar (Polvilho) | Dados climatológicos para Cajamar (Polvilho) | Dados climatológicos para Cajamar (Polvilho) | Dados climatológicos para Cajamar (Polvilho) | Dados climatológicos para Cajamar (Polvilho) | Dados climatológicos para Cajamar (Polvilho) |
| Mês                                          | Jan                                          | Fev                                          | Mar                                          | Abr                                          | Mai                                          | Jun                                          | Jul                                          | Ago                                          | Set                                          | Out                                          | Nov                                          | Dez                                          | Ano                                          |
| -------------------------------------------- | -------------------------------------------- | -------------------------------------------- | -------------------------------------------- | -------------------------------------------- | -------------------------------------------- | -------------------------------------------- | -------------------------------------------- | -------------------------------------------- | -------------------------------------------- | -------------------------------------------- | -------------------------------------------- | -------------------------------------------- | -------------------------------------------- |
| Temperatura máxima média (°C)                | 26,4                                         | 26,3                                         | 25,5                                         | 23,8                                         | 22                                           | 21                                           | 20,8                                         | 21,9                                         | 23                                           | 23,8                                         | 24,8                                         | 25,3                                         | 23,7                                         |
| Temperatura média (°C)                       | 21,5                                         | 21,6                                         | 20,7                                         | 18,8                                         | 16,8                                         | 15,6                                         | 15,1                                         | 16,1                                         | 17,5                                         | 18,7                                         | 19,8                                         | 20,4                                         | 18,6                                         |
| Temperatura mínima média (°C)                | 16,6                                         | 16,9                                         | 16                                           | 13,9                                         | 11,6                                         | 10,2                                         | 9,5                                          | 10,4                                         | 12                                           | 13,6                                         | 14,9                                         | 15,6                                         | 13,4                                         |
| Precipitação (mm)                            | 232                                          | 213                                          | 158                                          | 64                                           | 55                                           | 49                                           | 36                                           | 37                                           | 68                                           | 125                                          | 135                                          | 198                                          | 1 370                                        |
| Fonte: Climate-Data.org                      |                                              |                                              |                                              |                                              |                                              |                                              |                                              |                                              |                                              |                                              |                                              |                                              |                                              |

## Serviços públicos

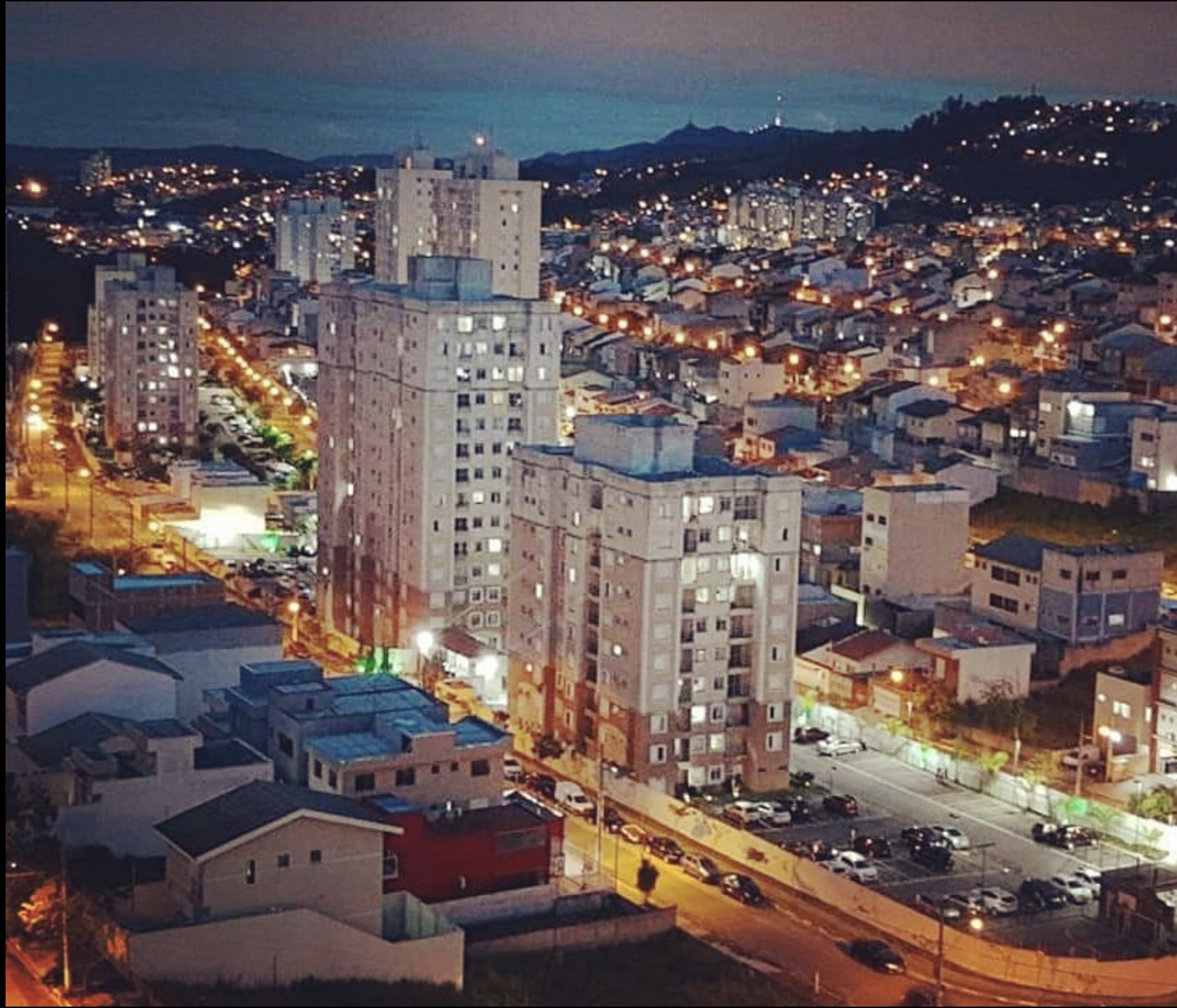
Vista aérea noturna.

### Registro civil
O Cartório de Registro Civil das Pessoas Naturais da Sede da Comarca de Cajamar está instalado no distrito, atendendo os distritos de Polvilho e Cajamar centro, exceto Jordanésia, que possui cartório próprio.

### Saneamento
O serviço de abastecimento de água é feito pela Companhia de Saneamento Básico do Estado de São Paulo (SABESP).
- Sistema de abastecimento: Sistema Cantareira
- Processo de tratamento: Gradeamento, pré-oxidação, coagulação, floculação, decantação, filtração, desinfecção, alcalinização e fluoretação
- Manancial: Represa Paiva Castro
- Local(is) abastecido(s): Distrito de Polvilho

### Energia
A responsável pelo abastecimento de energia elétrica é a Enel Distribuição São Paulo, antiga Eletropaulo.

### Telecomunicações
O sistema de telefones automáticos foi inaugurado no distrito em 1984 pela Telecomunicações de São Paulo (TELESP), que também implantou o sistema de discagem direta à distância (DDD) em 1984 com o código de área (011).

## Lazer

### Anhanguera Parque Shopping
Inaugurado no dia 20 de agosto de 2015 e instalado em um terreno com 60 mil m², é o primeiro e mais moderno centro de compras de Cajamar.

### Parque Cajamar Feliz
- Unidade Polvilho: conta com quadra poliesportiva, pista de caminhada, campo de futebol society, pista de skate, playground, espaço PET, quadra de bocha, anfiteatro, piscinas e quiosques[24].

## Atividades econômicas

### Indústrias
No distrito estão instaladas, entre outras, a SKF do Brasil, inaugurada na década de 80, e a Natura Cosméticos, inaugurada em 2001, sendo o mais avançado centro integrado de pesquisa e produção de cosméticos da América do Sul.

## Religião
O Cristianismo se faz presente no distrito da seguinte forma:

### Igreja Católica
- A igreja faz parte da Diocese de Jundiaí[28].

### Igrejas Evangélicas
- Assembleia de Deus - O distrito possui congregação da Assembleia de Deus Ministério do Belém, Setor 35 - Cajamar[29][30].
- Congregação Cristã no Brasil[31].